# 青木高広
青木 高広（あおき たかひろ、1981年11月26日 - ）は、岐阜県岐阜市出身の元プロ野球選手（投手）、コーチ。現役時代の愛称は「ペローン」だった（詳細後述）。

## 経歴

### プロ入り前
小学校3年生から野球を始めると、県岐阜商高では第81回全国高等学校野球選手権大会に出場。初戦は智弁学園高戦（中村真人がいた）で登板したが、打者3人に3連打浴び、降板。チームは2‐9で大敗した。
愛知大では4年春にリーグ優勝もエースは3年生で大学選手権は2回戦で救援登板も敗退。リーグでは同期の筒井和也が目立っていた。
日産自動車では入社した2004年から都市対抗に3年連続出場。2005年・2006年シーズンと日産の左のエースとして活躍、都市対抗野球で2年連続決勝戦進出の原動力となった。06年は優秀選手賞を獲得。
2006年11月21日の大学生・社会人ドラフトで広島東洋カープより4巡目指名を受けた。11月24日に、推定契約金6000万、年俸1300万で仮契約。会見の席上「開幕から1軍に定着したい。先発なら2ケタ勝利、リリーフなら70試合以上登板」とコメント。新人入団会見の席では、同じ背番号47をつける工藤公康と杉内俊哉の両左腕の名を挙げ、「47といったらカープの青木と言われる投手になりたい」と述べた。

### 広島時代
2007年はオープン戦からの好投で開幕先発ローテーションを勝ち取ったが、好投しても勝ちに恵まれなかった。6連敗と苦しんだ後、8試合目の登板となった5月16日の阪神タイガース戦（米子市民球場）で5回1/3を無失点に抑えてプロ初勝利をあげた。一方、前半戦だけでクオリティ・スタートを10回記録したが、その10試合で1度も勝利投手になれなかった。シーズン中盤以降は中継ぎとしても登板し、最終的には1年目から5勝を挙げた。
2008年は黒田博樹の移籍により先発ローテーション投手として期待され、オープン戦の開幕投手も任されたが、制球を乱し打ち込まれる。4月、5月の短期間に2度の二軍降格し、谷間の先発や中継ぎへ降格。未勝利でシーズンを終えた。
2009年は前年同様敗戦処理のリリーフや谷間の先発での起用が中心だったが、前年のように不調で一軍と二軍を行き来することは無かった。6月14日の埼玉西武ライオンズ戦では、同点で迎えた12回裏無死満塁で登板し、5人内野シフトによる左併殺打シフトも含めて無失点で切り抜け、チームのサヨナラ負けの危機を救った。7月5日の横浜ベイスターズ戦で先発し、約2年ぶりの勝利を挙げた。9月28日の横浜戦で6回2失点の好投で2勝目を挙げ、同時にプロ入り後初のクオリティ・スタートを達成した上での勝利を挙げている。
2010年はオープン戦より好調を維持し、開幕からローテーション入りを果たした。5試合に先発し、防御率3.57ながら勝ち星に恵まれずにいたが、4月30日の対中日ドラゴンズ戦で先発し、プロ入り初完投初完封で今季初勝利を飾った。しかし厳しい投手事情による中4日ローテに体が追いつかず、不調に陥り完封の1勝のみでシーズンを終えた。当時投手コーチであった大野豊からこのままでは同じ左投手の中に埋もれてしまうという旨の言葉をかけられ、オフシーズン中にスリークォーターからサイドスローにフォームを改造した。
2011年、シーズン序盤はセットアッパーとして高い働きを見せるなど、シーズンを通じて中継ぎとしてフル回転し、リリーフ陣の柱としチーム最多となる76試合に登板した。
2012年は春季キャンプで投内連係の練習中に左膝を負傷。3月26日に左膝関節前十字靱帯および左膝半月板の修復手術を受け、シーズン中の復帰は絶望となった。
2013年は開幕一軍入りを逃し、4月26日に一軍登録されたものの、登板機会がないまま翌27日に登録抹消された。

### 巨人時代
2013年4月28日に小野淳平とのトレードで読売ジャイアンツへ移籍することが両球団から発表された。移籍後はリリーフとして活躍し、ビハインドや接戦の場面を中心に登板した。シーズン通して安定した投球を見せ、登板した34試合全てリリーフでの登板ながら自己最多タイの5勝を挙げた。5月10日に一軍に昇格し、5月17日の西武戦九回表にて移籍後初登板を果たし、一イニングを無失点で抑えた。6月26日の試合では、古巣の広島相手にリリーフし、移籍後初勝利を挙げた。
2014年、山口鉄也や西村健太朗らが優先起用されたこともあり登板機会は多くなかったが、最終的に38試合に登板し、防御率2.45と安定感を見せた。
7月11日の阪神戦での登板では、今成亮太を迎えたところで内野5人シフトを原監督が指示、西岡剛が代打で告げられるとシフトは解除されたが、その後、再び原監督は亀井を三遊間に配置して内野を5人にして、外野は右中間と左中間のみの内野5人シフトをとった。だが、西岡にセンターへ打ち上げられ、2点タイムリー2塁打を浴びた経験がある。シフトをとらなければ中飛であっただろうことから、結果としてはシフトが失敗だったと言える。
2015年は同じ左腕の新人、戸根千明や高木京介の活躍により一度も一軍に上がることなく、10月1日に戦力外通告を受け、10月22日に現役引退を発表した。

### 現役引退後
引退当初は、球団の少年野球スクール「ジャイアンツアカデミー」の職員となる予定であると報じられていたが、2016年1月1日付で、巨人のスカウトに就任した。
2021年から、読売ジャイアンツ三軍投手コーチを務める。2023年年限りで退任、2024年からは再びスカウトに復帰。

## プレースタイル
長身の変則フォームから繰り出す緩急自在の投球が持ち味。平均球速約137km/h、最速144km/hのストレートにスライダー・カーブ・チェンジアップ・シュート。特にカーブはキレがあり、変化も大きくスピードも100km/hに満たない時がある。
投球の際、腕を後ろに伸ばしてから投げる従来の投球フォームとは大きく異なり、腕を畳んだ状態で小さくテイクバックしてから投げるフォームである。この投球フォームからオリックスや阪神で活躍した星野伸之投手を思い起こす評論家やファンは多い。ピッチングスタイルや変化球のレパートリーも似通っている。このフォームから、「ペローン」という本人が希望した愛称で呼ばれることがある。
独特のフォームは社会人時代に大学4年の頃からフォームを崩していた青木に日産の久保監督が「捕手の（送球の）ように後ろを省いてみたら」とのヒントから得たもの。ランナーの有無に関係無くセットポジションからの投球なのは、本人曰く「社会人時代に振りかぶった場合とセットの場合で足を上げた時にズレが生じることに気付いたため」である。
プロ入り後に、フォームの改造が多い投手である。プロ入り当初はオーバースローに近い投球フォームだったが、2年目の2008年半ばにフォームを改造。一度上半身を沈ませる動作が加わったことで完全にスリー・クォーターのフォームになった。4年目の2010年のキャンプからは野茂英雄の指導を受けややトルネード投法気味のフォームに、5年目の2011年からはサイドスローに、巨人に移籍した2013年からはスリークォーター気味のサイドスローになっている。
勝負カウントで甘いコースにボールが集まりやすいせいか、与四死球が少ないながらも、被本塁打が非常に多い。

## 人物
- 幼少時代は中日ドラゴンズのファンだったが、実家の部屋には「広島の選手が好きだった」ことで母の親戚を通じて入手した前田智徳、江藤智、川口和久などのサインが飾られている。他にも現役時代のマーティ・ブラウンのサインもあり、何かと広島と縁があった。
- 岐阜県立岐阜商業高校の野球部の2学年先輩は後に広島東洋カープでもバッテリーを組むことになる石原慶幸がいる[1][2]。高校時代の石原については「雲の上の存在でした」と語っている。
- 出場した甲子園には同年に広島に指名された上野弘文（樟南→トヨタ）、チームメイトでプロ入り年数では先輩にあたる末永真史（佐賀東→広島）、比嘉寿光（沖縄尚学→早大）が出場していた。

## 詳細情報

### 年度別投手成績
| 年 度     | 球 団     | 登 板 | 先 発 | 完 投 | 完 封 | 無 四 球 | 勝 利 | 敗 戦 | セ 丨 ブ | ホ 丨 ル ド | 勝 率 | 打 者 | 投 球 回 | 被 安 打 | 被 本 塁 打 | 与 四 球 | 敬 遠 | 与 死 球 | 奪 三 振 | 暴 投 | ボ 丨 ク | 失 点 | 自 責 点 | 防 御 率 | W H I P |
| --------- | --------- | ----- | ----- | ----- | ----- | -------- | ----- | ----- | -------- | ----------- | ----- | ----- | -------- | -------- | ----------- | -------- | ----- | -------- | -------- | ----- | -------- | ----- | -------- | -------- | ------- |
| 2007      | 広島      | 29    | 24    | 0     | 0     | 0        | 5     | 11    | 0        | 0           | .313  | 549   | 128.1    | 144      | 21          | 28       | 5     | 3        | 89       | 2     | 1        | 70    | 68       | 4.77     | 1.34    |
| 2008      | 広島      | 24    | 7     | 0     | 0     | 0        | 0     | 3     | 0        | 1           | .000  | 242   | 55.1     | 69       | 8           | 12       | 2     | 1        | 28       | 0     | 1        | 32    | 29       | 4.72     | 1.46    |
| 2009      | 広島      | 29    | 10    | 0     | 0     | 0        | 2     | 3     | 0        | 0           | .400  | 307   | 74.0     | 76       | 10          | 16       | 2     | 2        | 50       | 0     | 0        | 40    | 39       | 4.74     | 1.24    |
| 2010      | 広島      | 19    | 11    | 1     | 1     | 0        | 1     | 6     | 0        | 2           | .143  | 305   | 65.1     | 102      | 8           | 12       | 0     | 4        | 45       | 1     | 1        | 51    | 49       | 6.75     | 1.74    |
| 2011      | 広島      | 76    | 0     | 0     | 0     | 0        | 2     | 4     | 0        | 20          | .333  | 231   | 55.0     | 50       | 4           | 21       | 6     | 3        | 39       | 1     | 0        | 21    | 20       | 3.27     | 1.29    |
| 2013      | 巨人      | 34    | 0     | 0     | 0     | 0        | 5     | 1     | 0        | 0           | .833  | 120   | 31.1     | 19       | 1           | 7        | 1     | 2        | 19       | 0     | 0        | 10    | 10       | 2.87     | 0.83    |
| 2014      | 巨人      | 38    | 0     | 0     | 0     | 0        | 2     | 2     | 0        | 9           | .500  | 131   | 33.0     | 30       | 1           | 8        | 0     | 2        | 15       | 1     | 0        | 9     | 9        | 2.45     | 1.15    |
| 通算：7年 | 通算：7年 | 249   | 52    | 1     | 1     | 0        | 17    | 30    | 0        | 32          | .362  | 1885  | 442.1    | 490      | 53          | 104      | 16    | 17       | 285      | 5     | 3        | 233   | 224      | 4.56     | 1.34    |

- 各年度の太字はリーグ最高

### 記録
初記録
投手記録
- 初登板・初先発：2007年3月31日、対阪神タイガース2回戦（京セラドーム大阪）、6回2失点
- 初奪三振：同上、2回裏に関本健太郎から空振り三振
- 初勝利・初先発勝利：2007年5月16日、対阪神タイガース10回戦（米子市民球場）、5回1/3を無失点
- 初ホールド：2008年9月6日、対阪神タイガース19回戦（広島市民球場）、6回表2死に3番手として救援登板、2回1/3を無失点
- 初完投勝利・初完封勝利：2010年4月30日、対中日ドラゴンズ7回戦（MAZDA Zoom-Zoom スタジアム広島）

打撃記録
- 初安打：2007年4月6日、対東京ヤクルトスワローズ3回戦（明治神宮野球場）、3回表にセス・グライシンガーから左前安打
- 初盗塁：2007年8月27日、対阪神タイガース19回戦（阪神甲子園球場）、3回表に二盗（投手：上園啓史、捕手：矢野輝弘）
- 初打点：2009年6月6日、対福岡ソフトバンクホークス4回戦（MAZDA Zoom-Zoom スタジアム広島）、3回裏にジャスティン・ジャマーノから遊撃ゴロの間に記録

### 背番号
- 47（2007年 - 2013年途中）
- 43（2013年途中 - 2015年）
- 104（2021年）
- 81（2022年 - 2023年）